# Jordan Knox
Jordan Knox (ur. 12 marca 1987 w Tignish, Wyspa Księcia Edwarda) – kanadyjski hokeista.

## Kariera
- Cornwall Thunder (2003-2004)
- Summerside Western Capitals (2004-2007)
- Saint John Sea Dogs (2007)
- Weeks Crushers (2007-2008)
- University of Prince Edward Island (2008-2013)
- Miskolci JJSE (2013-2014)
- Ciarko PBS Bank KH Sanok (2014)
- Hull Stingrays (2014-2015)
- Gander Flyers (2015-2016)
- Montague Stallions (2016/2017)

W 2003 wystąpił na mistrzostwach świata do lat 17 reprezentując Kanadę Atlantycką. W listopadzie 2006 reprezentując Kanadę Wschodnią wystąpił w turnieju World Junior A Challenge 2006 (w składzie zespołu byli też m.in. David Kostuch i Jeff Terminesi).
Przez cztery sezony grał w kanadyjskich juniorskich rozgrywkach Maritime Junior A Hockey League (MJAHL) w ramach Canadian Junior Hockey League (CJHL); do ligi został wybrany w drafcie z numerem 4; wpierw trzy lata w drużynie Summerside Western Capitals z miasta Summerside, potem rok w Weeks Crushers z New Glasgow. Następnie krótkotrwale w QMJHL w ramach CHL, a od 2008 przez cztery lata w Canadian Interuniversity Sport (CIS) reprezentując drużynę akademicką uczelni University of Prince Edward Island z Charlottetown. W sezonie 2013/2014 grał w węgiersko-rumuńskich rozgrywkach MOL Liga. Od czerwca do grudnia 2014 zawodnik polskiego klubu Ciarko PBS Bank KH Sanok w rozgrywkach Polskiej Hokej Ligi. W barwach Ciarko PBS Bank KH Sanok rozegrał 19 spotkań w których zanotował 9 goli i 15 asyst (z czego 7 goli i 9 asyst z drużynami z Katowic i Bytomia). Na początku grudnia został zawodnikiem angielskiego klubu Hull Stingrays w brytyjskiej lidze Elite Ice Hockey League. Od 2015 zawodnik zespołu Gander Flyers w kanadyjskiej lidze lokalnej Newfoundland Senior Hockey League (NLSHL) w prowincji Nowa Fundlandia.

## Sukcesy
Reprezentacyjne
- Srebrny medal World Junior A Challenge: 2006

Klubowe
- Meek Champion: 2007 z Summerside Western Capitals

Indywidualne
- Sezon MOL-Liga 2013/2014[a][7]:
  - Trzecie miejsce w klasyfikacji strzelców w sezonie zasadniczym: 25 goli
  - Dziesiąte miejsce w klasyfikacji kanadyjskiej w sezonie zasadniczym: 49 punktów
- Puchar Kontynentalny 2014/2015#Grupa C:
  - Pierwsze miejsce w klasyfikacji asystentów w turnieju Grupy C: 4 asysty[8]
  - Drugie miejsce w klasyfikacji kanadyjskiej w turnieju Grupy C: 6 punktów[9]
  - Pierwsze miejsce w klasyfikacji +/− w turnieju Grupy C: +3[10]

Wyróżnienia
- Esso Scholarship/Most Dedicated Award: 2004
- Dr. Randy Gregg Award (najbardziej wyróżniający się sportowiec ligi CIS): 2013[11]
- Najlepszy zawodnik sezonu rozgrywek Canadian Junior Hockey League: 2006